# Östergötlands runinskrifter 71
Runinskrift Ög 71 är en runsten som har stått på Dala ägor i Ekeby, Boxholms kommun, Östergötland. Runstenen är nu försvunnen.

## Stenen
Runstenen som nu är försvunnen omnämns i Broocmans Beskrifning öfver Östergötland, s. 707.

## Inskriften
Translitterering av runraden:
[luki · risþi · stin · þansi · yftiʀ · auno sin · bruþur]
Normalisering till runsvenska:
Lokki/Illugi ræisþi stæin þannsi æftiʀ Auna, sinn broður.
Översättning till nusvenska:
Loki reste denna sten efter Öne, sin broder.